# Blade of the Phantom Master
Blade of the Phantom Master (Hangul: 신 암행어사; RR: Sin Amhaengeosa, también conocida como Royal Secret Agent), es una serie de televisión surcoreana transmitida del 21 de diciembre de 2020 hasta el 9 de febrero de 2021, a través del canal KBS2.

## Sinopsis
Durante el final de la Era Joseon, Sung Yi-kyum obtiene el primer lugar en el examen estatal y ahora trabaja en Hongmungwan (el departamento administrativo y de investigación). No tiene una meta o ambición para su vida. Un día, cuando es atrapado apostando, es castigado y se le asigna un nuevo puesto: ser un inspector real secreto, trabajo exclusivo del gobierno designado especialmente por el Rey. Sus nuevas funciones constan en escuchar las historias y problemas de la gente del pueblo, así como erradicar los actos ilícitos y la corrupción de los funcionarios públicos.
A Yi-kyum se le une Hong Da-in, una inspectora y Park Choon-sam, el conversador, cariñoso y astuto sirviente de Yi-kyum.
Por otro lado, Sung Yi-bum es el medio hermano menor de Yi-geom. Su padre es un noble y su madre una esclava. Debido al bajo estatus social de su madre, su padre no lo acepte como su verdadero hijo y se le niegen ciertas oportunidades, debido a esto, Yi-beom resiente a su hermano y se opone a él.

## Reparto

### Personajes principales
| Actor        | Personaje      | N.º de episodios | Notas |
| ------------ | -------------- | ---------------- | --- |
| L            | Sung Yi-kyum   | 16               | Es un inspector real secreto y sexto consejero menor de Hongmungwan. Durante el día, vive la vida ordinaria de un burócrata, organizando la biblioteca de Hongmungwan y por la noche, juega en secreto con otros funcionarios y se convierte en un estafador.            |
| Lee Tae-hwan | Sung Yi-bum    | 16               | Es el medio hermano menor de Sung Yi-kyum. Su padre es un yangban (un aristócrata) y su madre una sirvienta. Debido a la situación de su nacimiento se encuentra en conflicto con Yi-kyum. Es el jefe de la banda de justicieros.                                        |
| Kwon Nara    | Hong Da-in     | 16               | Es una oficial de la policía que trabaja en una oficina gubernamental de Joseon y que se hace pasar por una bella e inteligente gisaeng (cortesana entrenada en música y artes). Cuando Yi-kyum es nombrado inspector real secreto, se une a él para resolver los casos. |
| Lee Yi-kyung | Park Choon-sam | 16               | Es el astuto, cariñoso y adorable ayudante de Sung Yi-kyum, que llora mucho. Es miembro del equipo de Yi-kyum. |

### Personajes secundarios
| Actor          | Personaje      | N.º de episodios | Notas |
| -------------- | -------------- | ---------------- | --- |
| Jo Soo-min     | Kang Soon-ae   | -                | Es el primer amor de Sung Yi-kyum, de quien Sung Yi-bum también está enamorado. Es hija de una cortesana. |
| Ahn Nae-sang   | Jang Tae-seung | -                | |
| Son Byong-ho   | Kim Byung-geun | -                | |
| Hwang Dong-joo | -              | -                | Es el Rey.                                                                                                |
| Shin Ji-woo    | Choi Do-gwan   | -                | |
| Chae Dong-hyun | Kim Man-hee    | -                | |
| Park Joo-hyung | Seo-yong       | -                | |
| Yeom Dong-hun  | Jo Pil-ha      | -                | |
| Han Jae-suk    | Kang Jong-gil  | -                | |
| Choi Jong-won  | Kang In-chung  | -                | |
| Kim Joo-young  | Sa-wol         | -                | |
| Jong Ho        | Man-deok       | -                | |
| Kang Yoon      | Kim Dae-gwang  | -                | |
| Jo Deok-hee    | Jung Moon-ho   | -                | Es un erudito.                                                                                            |
| Kim Myung-soo  | Kim Myung-se   | -                | |
| Jeon Sung-hwan | Kang In-chung  | -                | |

### Otros personajes
| Actor          | Personaje | Episodio(s) donde apareció | Notas                                               |
| -------------- | --------- | -------------------------- | --------------------------------------------------- |
| Shin Hee-gook  | -         | 1                          | Es un eunuco.                                       |
| Min Jung-sup   | -         | 1                          | Es un cliente de la casa de las cortesanas.         |
| Choi Gyo-shik  | -         | 1                          | Es un buscador que es contratado.                   |
| Kang Hyun-jung | -         | 1                          | Es una cortesana.                                   |
| Song Young-ah  | -         | 1                          | Es una cortesana.                                   |
| Kim Seo-jung   | -         | 2                          | Es la jefa de las cortesanas.                       |
| Jeon Young     | -         | 2-3                        | Es la propietaria de la posada.                     |
| Lee Seung-won  | -         | 2-3                        | Es un recaudador de impuestos.                      |
| Park Da-an     | -         | 2-5                        | Es la viuda del recaudador de impuestos.            |
| Kim Ji-hwan    | -         | 2, 4                       | Es el hijo de la viuda del recaudador de impuestos. |
| Kim Ye-sung    | -         | 2, 4                       | Es el hijo de la viuda del recaudador de impuestos. |
| Park Joon-mok  | Dong-soo  | 4-5                        |                                                     |
| Lee Ji-hae     | Mae-hyang | 6-7                        |                                                     |
| Shin Ha-young  | Kim Mi-ok | 6-7                        | [ 13 ]                                              |

### Apariciones especiales
| Actor         | Personaje      | N.º de episodios | Notas |
| ------------- | -------------- | ---------------- | ----- |
| Kim Seung-soo | Park Cheol-gyu | 1, 3             |       |

## Episodios
La serie está conformada por 16 episodios, los cuales fueron emitidos todos los lunes y martes a las 21:30 (KST).

### Ratings
Los números en color rojo indican las calificaciones más bajas, mientras que los números en azul indican las calificaciones más altas.
| N.º      | Parte    | Fecha de emisión        | Participación promedio de audiencia | Participación promedio de audiencia |
| N.º      | Parte    | Fecha de emisión        | Escala Nacional                     | Seúl                                |
| -------- | -------- | ----------------------- | ----------------------------------- | ----------------------------------- |
| 1        | 1        | 21 de diciembre de 2020 | 5.0 % (NR)                          | N/A                                 |
| 1        | 2        | 21 de diciembre de 2020 | 5.0 % (NR)                          | N/A                                 |
| 2        | 1        | 22 de diciembre de 2020 | 5.5 % (NR)                          | N/A                                 |
| 2        | 2        | 22 de diciembre de 2020 | 5.8 % (19.ª)                        | N/A                                 |
| 3        | 1        | 28 de diciembre de 2020 | 5.3 % (NR)                          | N/A                                 |
| 3        | 2        | 28 de diciembre de 2020 | 5.2 % (NR)                          | N/A                                 |
| 4        | 1        | 29 de diciembre de 2020 | 5.2 % (NR)                          | N/A                                 |
| 4        | 2        | 29 de diciembre de 2020 | 6.1 % (18.ª)                        | 5.7 % (20.ª)                        |
| 5        | 1        | 4 de enero de 2021      | 5.7 % (NR)                          | N/A                                 |
| 5        | 2        | 4 de enero de 2021      | 5.0 % (NR)                          | N/A                                 |
| 6        | 1        | 5 de enero de 2021      | 4.9 % (NR)                          | N/A                                 |
| 6        | 2        | 5 de enero de 2021      | 6.5 % (15.ª)                        | N/A                                 |
| 7        | 1        | 11 de enero de 2021     | 6.0 % (17.ª)                        | 6.1 % (17.ª)                        |
| 7        | 2        | 11 de enero de 2021     | 8.7 % (7.ª)                         | 8.6 % (5.ª)                         |
| 8        | 1        | 12 de enero de 2021     | 6.4 % (16.ª)                        | N/A                                 |
| 8        | 2        | 12 de enero de 2021     | 9.7 % (7.ª)                         | 9.0 % (8.ª)                         |
| 9        | 1        | 18 de enero de 2021     | 5.8 % (19.ª)                        | N/A                                 |
| 9        | 2        | 18 de enero de 2021     | 9.7 % (6.ª)                         | 8.9 % (7.ª)                         |
| 10       | 1        | 19 de enero de 2021     | 7.7 (11.ª)                          | 7.2 (12.ª)                          |
| 10       | 2        | 19 de enero de 2021     | 11.6 % (3.ª)                        | 11.2 % (4.ª)                        |
| 11       | 1        | 25 de enero de 2021     | 8.4 % (8.ª)                         | 8.0 % (11.ª)                        |
| 11       | 2        | 25 de enero de 2021     | 10.6 % (4.ª)                        | 10.0 % (4.ª)                        |
| 12       | 1        | 26 de enero de 2021     | 8.6 % (8.ª)                         | 8.0 % (9.ª)                         |
| 12       | 2        | 26 de enero de 2021     | 12.0 % (4.ª)                        | 11.2 % (4.ª)                        |
| 13       | 1        | 1 de febrero de 2021    | 9.7 % (6.ª)                         | 8.7 % (6.ª)                         |
| 13       | 2        | 1 de febrero de 2021    | 13.6 % (3.ª)                        | 12.6 % (3.ª)                        |
| 14       | 1        | 2 de febrero de 2021    | 8.8 % (6.ª)                         | 7.9 % (7.ª)                         |
| 14       | 2        | 2 de febrero de 2021    | 12.3 % (3.ª)                        | 11.1 % (3.ª)                        |
| 15       | 1        | 8 de febrero de 2021    | 8.8 % (8.ª)                         | 7.9 % (10.ª)                        |
| 15       | 2        | 8 de febrero de 2021    | 12.0 % (4.ª)                        | 10.7 % (4.ª)                        |
| 16       | 1        | 9 de febrero de 2021    | 10.2 % (7.ª)                        | 9.8 % (5.ª)                         |
| 16       | 2        | 9 de febrero de 2021    | 14.0 % (3.ª)                        | 13.2 % (3.ª)                        |
| Promedio | Promedio | Promedio                | 8.119 %                             | -                                   |

## Música
El OST de la serie está conformado por las siguientes canciones:

### Parte 1
| No. | Intérpretes | Canción                 | Letra        | Música       | Duración |
| --- | ----------- | ----------------------- | ------------ | ------------ | -------- |
| 1   | N.Flying    | "I'll Find You"         | Yoon Il-sang | Yoon Il-sang | 4:31     |
| 2   | -           | "I'll Find You" (Inst.) | -            | Yoon Il-sang | 4:31     |

### Parte 2
| No. | Intérprete | Canción           | Letra    | Música   | Duración |
| --- | ---------- | ----------------- | -------- | -------- | -------- |
| 1   | Lee Sun    | "My Love"         | Jo Jo-ho | Jo Jo-ho | 3:47     |
| 2   | -          | "My Love" (Inst.) | -        | Jo Jo-ho | 3:47     |

### Parte 3
| No. | Intérprete           | Canción                                  | Letra | Música | Duración |
| --- | -------------------- | ---------------------------------------- | ----- | ------ | -------- |
| 1   | ALICE (Song Joo-hee) | "Even If It Accidentally Passes"         | Bean  | Bean   | 3:41     |
| 2   | -                    | "Even If It Accidentally Passes" (Inst.) | -     | Bean   | 3:41     |

## Premios y nominaciones
| Año  | Categoría                                   | Premios           | Nominado(a)  | Resultado |
| ---- | ------------------------------------------- | ----------------- | ------------ | --------- |
| 2021 | Top Excellence Award, Actor                 | Premios KBS Drama | L            | Nominado  |
| 2021 | Premio a la excelencia, actor en miniserie  | Premios KBS Drama | L            | Nominado  |
| 2021 | Premio a la excelencia, actriz en miniserie | Premios KBS Drama | Kwon Nara    | Ganó      |
| 2021 | Mejor actor de reparto                      | Premios KBS Drama | Lee Yi-kyung | Ganó      |

## Producción
La serie también es conocida como New Secret Royal Inspector, Secret Royal Inspector, New Secret Royal Agent y New Ambassador.
Fue dirigida por Kim Jung-min (김정민), quien contó con el apoyo de los guionistas Kang Min-sun (강민선) y Park Sung-hoon (박성훈), mientras que la producción estuvo en manos de Lee Min-soo, quien contó con la ayuda del productor ejecutivo Yoon Jae-hyuk.
La primera lectura del guion fue realizada en octubre de 2020.
La serie también contó con el apoyo de la compañía de producción IWill Media.

### Distribución internacional
La serie estuvo disponible al mismo tiempo en Corea y en iQIYI Original, así como exclusivamente en iQIYI a nivel mundial (excepto en China y Corea) con subtítulos en varios idiomas. También está disponible de forma no exclusiva en iQIYI en Corea del Sur.